# Fra Mauros Weltkarte

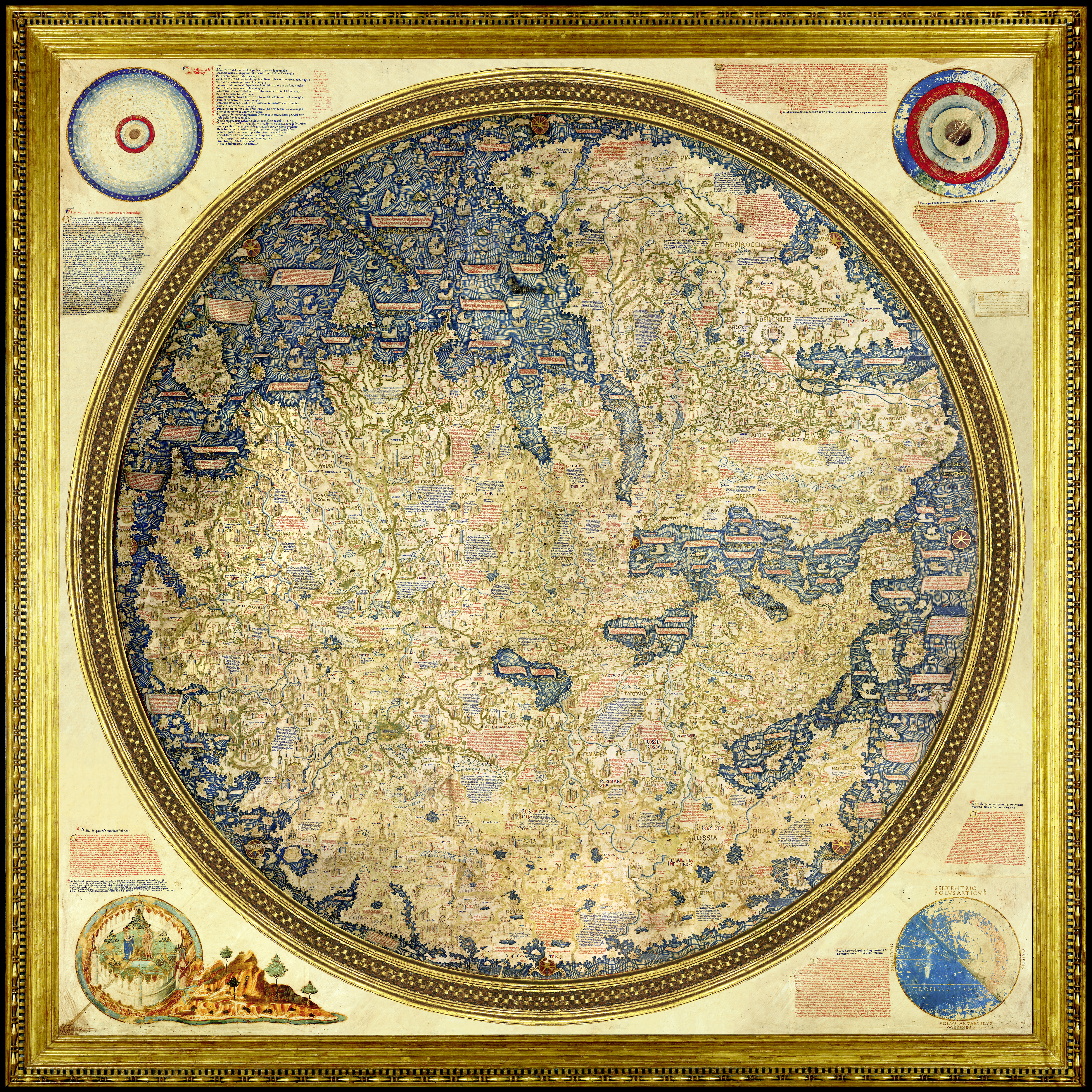
Mappa mundi von Fra Mauro aus dem Jahre 1459. Die Weltkarte gibt das topografische Wissen der Europäer jener Zeit wieder, sie zeigt die Alte Welt: Europa, Afrika, Asien. In ausführlichen Marginalien erläutert der Erschaffer, warum die bewohnbare Erde genau dort ihre Grenzen finde, wo auch die Karte endet.

Fra Mauros Weltkarte ist eine historische Weltkarte (Mappa mundi) aus dem Jahre 1459.

## Entstehungsgeschichte
Sie wurde vom  venezianischen Mönch und Kartografen Fra Mauro 1457 bis 1459 im Auftrag des portugiesischen Königs Alfons V. gefertigt. Es ist eine nach Süden ausgerichtete Radkarte, die	Europa, Nordostafrika und Westasien darstellt. Sie basierte zwar auf der antiken Geographie des Claudius Ptolemäus, konnte aber schon entscheidend durch zeitgenössische Erkenntnisse ergänzt und berichtigt werden. 
Die Arbeit stellt in der Kartografie den Übergang vom Mittelalter zur Neuzeit dar. Sie wurde erst von seinen Schülern um Andrea Bianco vollendet. Ein Beweis für diese Aussage ist, dass Fra Mauro 1459 starb, während sich auf der Rückseite der Karte eine Inschrift befindet, welche genau auf den 25. August 1460 datiert ist. 
Eine erhaltene Kopie der Karte befindet sich in der Biblioteca Marciana in Venedig (Italien).